# Ernst Zörner
Ernst Otto Emil Zörner, né le 27 juin 1895 à Nordhausen, disparu en 1945 et déclaré mort en 1960, est  un homme politique allemand, membre du parti nazi, président du Landtag de Brunswick, député au Reichstag, bourgmestre de Dresde et gouverneur du district de Lublin dans le gouvernement général de Pologne.

## Biographie

### Jeunesse
Après l'école primaire, Zörner fait ses études secondaires à Brunswick, puis un apprentissage de trois ans et trois semestres à l'école supérieure de commerce de Hanovre. Quand la Première Guerre mondiale éclate en 1914, il se porte volontaire pour le front. Il finit la guerre comme commandant de compagnie avec le grade de Leutnant. En 1918, il travaille pour le service des gardes-frontières à Danzig puis est de nouveau comme commerçant l'année suivante En 1924, il crée une brûlerie de café et une épicerie à Brunswick.

### National-socialiste de la première heure
Zörner rejoint le NSDAP en 1922 et est cofondateur du parti dans le Land de Brunswick. Après l'interdiction du parti, il y adhère de nouveau en 1925 (numéro de membre 3 218), et il y fait rapidement carrière. En février 1928, il est le premier conseiller municipal nazi à Braunschweig et, en 1929, Fraktionsführer. En 1930, il est élu au parlement du Land de Brunswick et en devient président en septembre de la même année
Il est élu au Reichstag en 1932 et obtient en mars 1933, peu après la prise du pouvoir par les nazis, la vice-présidence du parlement.

### Télégramme de Hitler
En prévision de l'élection à la présidence du Reich en 1932, Zörner s'assure que l'apatride Adolf Hitler reçoive la nationalité allemande requise pour participer au vote. Pour ce faire, il lui propose de l'inscrire comme son sous-locataire, car Hitler doit à l'époque prouver au bureau d'enregistrement des résidents qu'il réside à Brunswick afin d'être naturalisé. Le 26 février 1932, Hitler fait parvenir à Zörner le télégramme suivant : « Je vous prie de m'enregistrer en tant que sous-locataire chez vous. - Adolf Hitler". Hitler n'a cependant jamais vécu à l'adresse indiquée no 7 Hohetorwall 7 ou à toute autre adresse de Brunswick.

#### Confrontation avec le premier ministre de Brunswick
Avant même qu'Hitler ne soit naturalisé, Zörner entre en conflit avec le ministre-président nazi de l'État libre de Brunswick Dietrich Klagges, ce qui conduit les deux hommes à une procédure devant la Cour suprême du parti du NSDAP à Munich qui empêchera la réélection de Zörner comme Président du Parlement de Brunswick en avril 1933.

### Bourgmestre de Dresde
Grâce à l'appui d'Hitler, Zörner est désigné bourgmestre de Dresde en août 1933 et occupe ce poste jusqu'en juillet 1939.
En 1936-37, Zörner est accusé de malversations financières et est éloigné de ses fonctions en 1937. Il est alors nommé représentant d'Albert Speer, et est censé s'occuper de la refonte du projet de capitale du Reich (Germania). Il siège aussi au Conseil présidentiel de la Chambre des beaux-arts du Reich.

### Seconde Guerre mondiale - Gouvernement général
Hans Frank, « gouverneur général » de la Pologne occupée et ami de Zörner, l'emmène au gouvernement général peu après l'occupation de la Pologne en 1939. De septembre 1939 à janvier 1940, il remplace le maire polonais de Cracovie. Le 1er février 1940, il est nommé gouverneur du district de Lublin, succédant à Friedrich Schmidt.

#### Conflit avec la SS
Pendant son séjour à Lublin, la population rurale polonaise est expulsée avec une grande brutalité par le Chef supérieur de la SS et de la Police de Lublin Odilo Globocnik et ses troupes dans le cadre de l'Action Zamość. Après une lutte de pouvoir entre Zörner et Globocnik, ainsi que des critiques de Zörner de la mise en œuvre de la politique d'occupation en Pologne, il est démis de ses fonctions  le 10 avril 1943 par Heinrich Himmler, et renvoyé dans le Reich allemand où il est mis à disposition de l'Organisation Todt.
Dans la confusion de la fin de la guerre, on perd sa trace. Au printemps 1945, Zörner aurait été arrêté dans le Protectorat de Bohême-Moravie et se serait suicidé. En 1945, il est considéré comme disparu. En mars 1960, à la demande de sa fille, Ernst Zörner est rétroactivement déclaré mort en décembre 1945. Cependant, sa seconde épouse n'est pas mentionnée dans le certificat, ce qui fait que l'historien Bogdan Musiał n'exclut pas que le couple Zörner soit entré dans la clandestinité sous de faux noms en 1945.